# R&B Junkie
Az R&B Junkie Janet Jackson amerikai énekesnő negyedik, utolsó kislemeze Damita Jo című albumáról. 2004-ben jelent meg.

## Fogadtatása
Az R&B Junkie már korábban megjelent az előző kislemez, az All Nite (Don’t Stop) egy promóciós lemezén. A dal részletet használ fel Evelyn King 1981-ben megjelent I’m in Love című számából, amit Michael Jones és Nicholas Trevisick írt.
A számot eredetileg meg akarták jelentetni kereskedelmi forgalomban is kislemezen, végül azonban csak promóciós kislemezen jelent meg, és az urban adult contemporary rádióknak küldték el. Mivel csak 33 rádióadó kapta meg, a dal nem tudott felkerülni a fontosabb Billboard-listákra, de a Bubbling Under R&B/Hip-Hop Singles listán az album megjelenése után az első helyig jutott. A dalhoz forgattak videóklipet, de nem jelent meg. Számos remix is készült, melyek később kikerültek az internetre.

## Hivatalos remixek
- R&B Junkie (Album Version) – 3:10
- R&B Junkie (Instrumental) – 3:10
- R&B Junkie (Al B. Rich Club Mix) – 7:35
- R&B Junkie (Arksun Club Mix) – 6:55
- R&B Junkie (Arksun Mixshow) – 6:41
- R&B Junkie (Dr. Octavo Funk‘n’Stein Mix) – 7:46
- R&B Junkie (Dr. Octavo Funk‘n’Stein Dub) – 7:46
- R&B Junkie (Joe Bermudez Remix)
- R&B Junkie (Moran & Rigg Club Mix) – 9:03
- I Want You/R&B Junkie: Dr.Octavo Funk‘n’Stein Medley) – 8:48
- I Want You/R&B Junkie: Dr.Octavo Funk‘n’Stein Medley Dub) – 8:44

## Helyezések
| Slágerlista (2004)                               | Legmagasabb helyezés |
| ------------------------------------------------ | -------------------- |
| USA Billboard Bubbling Under R&B/Hip-Hop Singles | 1                    |
| Dél-afrikai 5FM rádiós játszási lista            | 9                    |
| Japán J-Wave Tokio Hot 100                       | 2                    |